# أوبثكية أوليمبية
أوبثكية أوليمبية (الاسم العلمي: Eupithecia olympica) هي نوع من الحشرات تتبع جنس الأوبثكية من الفصيلة الأرفية.